# Ibn Faradj al-Djayyani
Abu-Úmar Àhmad ibn Muhàmmad ibn Fàraj al-Jayyaní, més conegut simplement com a Ibn Fàraj al-Jayyaní, fou un poeta, antologista i historiador andalusí del segle x.
Se sap ben poc de la seva vida, més enllà que va formar part de la cort del califa al-Hàkam II al-Mustànsir (961-976). Arran d'una sàtira sobre el califa, aquest el va tancar a la presó, d'on no en sortiria fins a la mort. Malgrat estar encarcerat, va seguir escrivint poemes i llibres. Va tenir dos germans també poetes, Abu-Saïd Uthman i Abu-Muhàmmad Abd-Al·lah, dels quals solament en coneixem el nom i uns pocs versos.
Ibn Fàraj deu la seva fama a una antologia de la poesia andalusina titulada Kitab al-hadàïq ("Llibre del jardins"), citada per tots els antologistes posteriors i que, tanmateix, s'ha perdut. Tot i així, en podem conèixer part del contingut gràcies a les nombroses cites en les antologies posteriors. La va escriure per rivalitzar amb la famosa antologia de poesia àrab oriental Az-zahra d'Ibn Dawud al-Isfahaní. Com que aquesta obra tenia cent capítols amb cent versos cadascun, Ibn Fàraj va decidir que la seva antologia en tindria dos-cents, de capítols, i cadascun dos-cents versos. El Llibre dels jardins és considerat una de les primeres mostres de la maduresa cultural de l'Àndalus, de la presa de consciència de la seva pròpia identitat i de la seva tendència a trencar amb els models orientals.
Com a poeta, se'n conserven una bona quantitat de poesies. Es tracta, majoritàriament, de poemes de temàtica floral o eròtica. Com a historiador, s'atribueix a Ibn Fàraj l'obra Tarikh al-muntazín wa-l-qaïmín bi-l-Àndalus wa-akhbaru-hum ("Història i notícies dels insurgents i rebels de l'Àndalus"), perduda i que segurament hauria escrit essent a la presó.